# Lista de rivalidades do futebol
Este anexo reúne uma lista de rivalidades no futebol envolvendo clubes, seleções, futebolistas ou treinadores.

## Individuais

### Rivalidades entre jogadores
| Jogador 1             | Jogador 2            | Período       | Artigo | Fonte         |
| --------------------- | -------------------- | ------------- | --- | ------------- |
| Lorenzo Buffon        | Giorgio Ghezzi       | 1959–1965     | Ambos jogaram nos rivais Milan e Internazionale em dois períodos diferentes e também jogaram uma temporada no Genoa, além de terem conquistado 11 títulos profissionais em suas carreiras e terem defendido a Seleção Italiana. Na vida pessoal, tiveram um relacionamento com a mesma mulher (a apresentadora e modelo Edy Campagnoli). | [ 1 ]         |
| Peter Shilton         | Ray Clemence         | 1972–1984     | | [ 2 ]         |
| Peter Shilton         | Diego Maradona       | 1986–2020     | La Mano de Dios | [ 3 ]         |
| Johan Cruyff          | Franz Beckenbauer    | 1974–1983     | Alemanha x Países Baixos | [ 2 ]         |
| Pelé                  | Diego Maradona       | 1982–2020     | Argentina-Brasil em futebol | [ 2 ]         |
| Andy Cole             | Teddy Sheringham     | 1990–2019     | As origens exatas da rivalidade são desconhecidas, mas especulava-se que teve início após Sheringham não ter apertado a mão de Cole ao ser substituído no jogo entre Inglaterra e Uruguai, em 1995. Eles ainda tiveram desentendimentos quando defendiam o Manchester United.                                                            | [ 2 ]         |
| Roy Keane             | Alf-Inge Håland      | 1997–2003     | | [ 4 ]         |
| Roy Keane             | Patrick Vieira       | 1996–2005     | Arsenal x Manchester United | [ 5 ]         |
| Romário               | Diego Simeone        | 1993–1994     | Brigas do Romário durante a carreira esportiva | [ 6 ] [ 7 ]   |
| Romário               | Edmundo              | 1998–até hoje | | [ 8 ] [ 9 ]   |
| Fernando Torres       | Cristiano Ronaldo    | 2003–até hoje | Espanha-Portugal em futebol, North West Derby e Dérbi de Madrid |               |
| Fernando Torres       | Nemanja Vidić        | 2008–2016     | | [ 10 ]        |
| Zlatan Ibrahimović    | Rafael van der Vaart | 2004–2014     | | [ 11 ]        |
| Zlatan Ibrahimović    | Carlos Vela          | 2018–2019     | El Trafico | [ 12 ]        |
| Zlatan Ibrahimović    | Romelu Lukaku        | 2020–2021     | Rivalidade sobre o suposto título de "Rei de Milão". | [ 13 ] [ 14 ] |
| Jens Lehmann          | Oliver Kahn          | 2002–2011     | Disputa para ser o goleiro titular da Alemanha | [ 15 ] [ 16 ] |
| Zinédine Zidane       | Marco Materazzi      | 2006–2014     | Final da Copa de 2006 | [ 2 ]         |
| Lionel Messi          | Cristiano Ronaldo    | 2009–até hoje | Rivalidade Cristiano Ronaldo–Messi | [ 2 ]         |
| John Terry            | Wayne Bridge         | 2010–2017     | Relacionamento de Terry com Vanessa Perroncel, então esposa de Bridge | [ 17 ]        |
| John Terry            | Rio Ferdinand        | 2003–2015     | |               |
| John Terry            | Anton Ferdinand      | 2011–2013     | Acusações de racismo |               |
| Mauro Icardi          | Maxi López           | 2011–até hoje | Relacionamento de Icardi com Wanda Nara, ex-esposa de Maxi López | [ 17 ]        |
| Son Heung-min         | Shinji Kagawa        | 2011–até hoje | Rivalidade entre Japão e Coreia do Sul |               |
| Son Heung-min         | Wu Lei               | 2019–até hoje | "Konghanzheng" |               |
| Luis Suárez           | Patrice Evra         | 2011–2015     | Acusações de racismo | [ 17 ]        |
| Luis Suárez           | Giorgio Chiellini    | 2014–2017     | Caso da mordida em Chiellini | [ 18 ]        |
| Neymar                | Juan Camilo Zúñiga   | 2014–2015     | Lesão de Neymar na Copa de 2014 e confusão na Copa América 2015 | [ 19 ]        |
| Marc-André ter Stegen | Manuel Neuer         | 2012–até hoje | Disputa para ser o goleiro titular da Alemanha, vitória por 8 a 2 do Bayern de Munique sobre o Barcelona pela Liga dos Campeões da UEFA de 2019–20 | [ 20 ]        |
| Pasquale Bruno        | Marco van Basten     | 1987–1993     | Considerado um dos jogadores mais violentos do futebol italiano na década de 1980. | [ 21 ]        |
| Pasquale Bruno        | Roberto Baggio       | 1987–1994     | Em maio de 1989, durante o jogo entre Fiorentina e Juventus, Baggio se revoltou com a marcação violenta de Bruno e, após brigarem no vestiário do Delle Alpi, foram suspensos por 2 jogos. Em 1990, Baggio assinaria com a Vecchia Signora e o zagueiro iria para o Torino.                                                              | [ 22 ]        |
| Pasquale Bruno        | Gianluca Vialli      | 1987–1994     | | [ 23 ]        |
| Pietro Vierchowod     | Diego Maradona       | 1984–1990     | Vierchowod foi considerado por Maradona como "o marcador mais chato" que o argentino enfrentou na carreira, em entrevista para a revista argentina El Gráfico, em 2008. | [ 24 ] [ 25 ] |

### Rivalidades entre jogadores e técnicos
| Jogador             | Treinador            | Período       | Artigo                                                                                         | Fonte  |
| ------------------- | -------------------- | ------------- | ---------------------------------------------------------------------------------------------- | ------ |
| Louis van Gaal      | Guy Thys             | 1973–1977     |                                                                                                | [ 26 ] |
| Cuauhtémoc Blanco   | Ricardo La Volpe     | 1996–2016     |                                                                                                | [ 27 ] |
| Marcelinho Carioca  | Vanderlei Luxemburgo | 1999–até hoje |                                                                                                | [ 28 ] |
| Rivaldo             | Louis van Gaal       | 1997–2002     |                                                                                                | [ 26 ] |
| Roy Keane           | Mick McCarthy        | 2002–2007     | Incidente de Saipan                                                                            | [ 29 ] |
| David Ginola        | Gérard Houllier      | 1994-2020     | Afastamento de Ginola da Seleção Francesa                                                      | [ 30 ] |
| Juan Román Riquelme | Louis van Gaal       | 2002–2003     |                                                                                                | [ 31 ] |
| Juan Román Riquelme | Diego Maradona       | 2008–2020     |                                                                                                | [ 32 ] |
| Aleksandr Mostovoy  | Georgiy Yartsev      | 2004          | Críticas de Mostovoy a Yartsev                                                                 | [ 33 ] |
| Ivica Dragutinović  | Luiz Felipe Scolari  | 2007–até hoje | Agressão sofrida por Dragutinović durante jogo das eliminatórias da Eurocopa de 2008           | [ 34 ] |
| Zlatan Ibrahimović  | Josep Guardiola      | 2009–até hoje | Polêmicas de Ibrahimović                                                                       | [ 35 ] |
| Luca Toni           | Louis van Gaal       | 2009–2017     |                                                                                                | [ 26 ] |
| Mark van Bommel     | Louis van Gaal       | 2009–2017     |                                                                                                | [ 26 ] |
| Mounir El Hamdaoui  | Frank de Boer        | 2010–2011     |                                                                                                | [ 36 ] |
| Iker Casillas       | José Mourinho        | 2010–2015     |                                                                                                | [ 37 ] |
| Adem Ljajić         | Delio Rossi          | 2012–até hoje |                                                                                                | [ 38 ] |
| Adrian Mutu         | Victor Pițurcă       | 2013–até hoje | Banimento de Adrian Mutu da Seleção Romena após comparar o treinador Victor Pițurcă a Mr. Bean | [ 39 ] |
| Landon Donovan      | Jürgen Klinsmann     | 2014–até hoje | Não-convocação para a Copa de 2014                                                             | [ 40 ] |
| Hakim Ziyech        | Hervé Renard         | 2017          |                                                                                                | [ 41 ] |
| Hakim Ziyech        | Vahid Halilhodžić    | 2021–até hoje |                                                                                                |        |
| Felipe Melo         | Cuca                 | 2017–até hoje |                                                                                                | [ 42 ] |
| Karim Benzema       | Didier Deschamps     | 2017–2021     |                                                                                                | [ 43 ] |
| Paul Pogba          | José Mourinho        | 2018–até hoje |                                                                                                | [ 44 ] |
| Diego Alves         | Dorival Júnior       | 2018–até hoje |                                                                                                | [ 45 ] |
| Lee Kang-in         | Takefusa Kubo        | 2019–até hoje | Rivalidade entre Japão e Coreia do Sul                                                         |        |
| Mario Mandžukić     | Maurizio Sarri       | 2019–2020     |                                                                                                |        |

### Rivalidades entre técnicos
| Treinador 1     | Time 1                             | Treinador 2    | Time 2                         | Período       | Artigo                                                            | Referências |
| --------------- | ---------------------------------- | -------------- | ------------------------------ | ------------- | ----------------------------------------------------------------- | ----------- |
| Johan Cruyff    |                                    | Louis van Gaal |                                | 1989–2016     |                                                                   | [ 46 ]      |
| Alex Ferguson   | Manchester United                  | Arsène Wenger  | Arsenal                        | 1996–2013     | Rivalidade Ferguson x Wenger                                      | [ 47 ]      |
| Bruce Arena     | Los Angeles Galaxy                 | Sigi Schmid    | Seattle Sounders FC            | 1996–2016     |                                                                   | [ 48 ]      |
| Arsène Wenger   | Arsenal                            | José Mourinho  | Chelsea, Manchester United     | 2004–2018     | Rivalidades entre Arsenal x Chelsea e Arsenal x Manchester United | [ 49 ]      |
| Louis van Gaal  |                                    | Ronald Koeman  |                                | 2004–até hoje |                                                                   | [ 50 ]      |
| Graham Arnold   | Sydney FC                          | Kevin Muscat   | Melbourne Victory              | 2013–até hoje | The Big Blue (A-League)                                           | [ 51 ]      |
| Josep Guardiola | Barcelona, Manchester City         | José Mourinho  | Real Madrid, Manchester United | 2010–até hoje | El Clásico, Supercopa da UEFA de 2013, City vs. United            | [ 52 ]      |
| Josep Guardiola | Bayern de Munique, Manchester City | Jürgen Klopp   | Borussia Dortmund, Liverpool   | 2013–até hoje | Der Klassiker                                                     |             |
| José Mourinho   | Manchester United                  | Antonio Conte  | Chelsea                        | 2017–2018     | Final da FA Cup em 2018                                           | [ 53 ]      |